# Teutoniella cekalovici
Espèce
Teutoniella cekalovici est une espèce d'araignées aranéomorphes de la famille des Anapidae.

## Distribution
Cette espèce est endémique de Santa Catarina au Chili. Elle se rencontre dans les régions du Biobío et des Lacs.

## Description
Le mâle holotype mesure 0,97 mm et la femelle paratype 1,21 mm.

## Étymologie
Cette espèce est nommée en l'honneur de Tomás Cekalovic Kuschevic.

## Publication originale
- Platnick & Forster, 1986 : On Teutoniella, an American genus of the spider family Micropholcommatidae (Araneae, Palpimanoidea). American Museum Novitates, no 2854, p. 1-9 (texte intégral).